# London Perrantes
London Tyus Perrantes (Los Angeles, 3 ottobre 1994) è un cestista statunitense.

## Statistiche

### College
| Anno      | Squadra            | PG  | PT  | MP   | TC%  | 3P%  | TL%  | RP  | AP  | PRP | SP  | PP   |
| --------- | ------------------ | --- | --- | ---- | ---- | ---- | ---- | --- | --- | --- | --- | ---- |
| 2013-2014 | Virginia Cavaliers | 37  | 33  | 29,9 | 38,4 | 43,7 | 86,0 | 2,2 | 3,8 | 0,9 | 0,1 | 5,5  |
| 2014-2015 | Virginia Cavaliers | 32  | 32  | 33,3 | 35,4 | 31,6 | 77,8 | 2,6 | 4,6 | 0,8 | 0,2 | 6,4  |
| 2015-2016 | Virginia Cavaliers | 35  | 35  | 33,2 | 43,9 | 48,8 | 80,3 | 3,0 | 4,4 | 1,1 | 0,1 | 11,0 |
| 2016-2017 | Virginia Cavaliers | 34  | 34  | 32,1 | 41,4 | 37,4 | 81,3 | 3,0 | 3,8 | 0,7 | 0,1 | 12,7 |
| Carriera  | Carriera           | 138 | 134 | 32,1 | 40,5 | 40,9 | 81,2 | 2,7 | 4,1 | 0,9 | 0,1 | 8,9  |

### NBA

#### Regular Season
| Anno      | Squadra             | PG | PT | MP  | TC%  | 3P% | TL%  | RP  | AP  | PRP | SP  | PP  |
| --------- | ------------------- | -- | -- | --- | ---- | --- | ---- | --- | --- | --- | --- | --- |
| 2017-2018 | Cleveland Cavaliers | 14 | 0  | 4,7 | 15,4 | 0,0 | 60,0 | 0,3 | 0,4 | 0,1 | 0,1 | 0,5 |
| Carriera  | Carriera            | 14 | 0  | 4,7 | 15,4 | 0,0 | 60,0 | 0,3 | 0,4 | 0,1 | 0,1 | 0,5 |